# Ardeinae

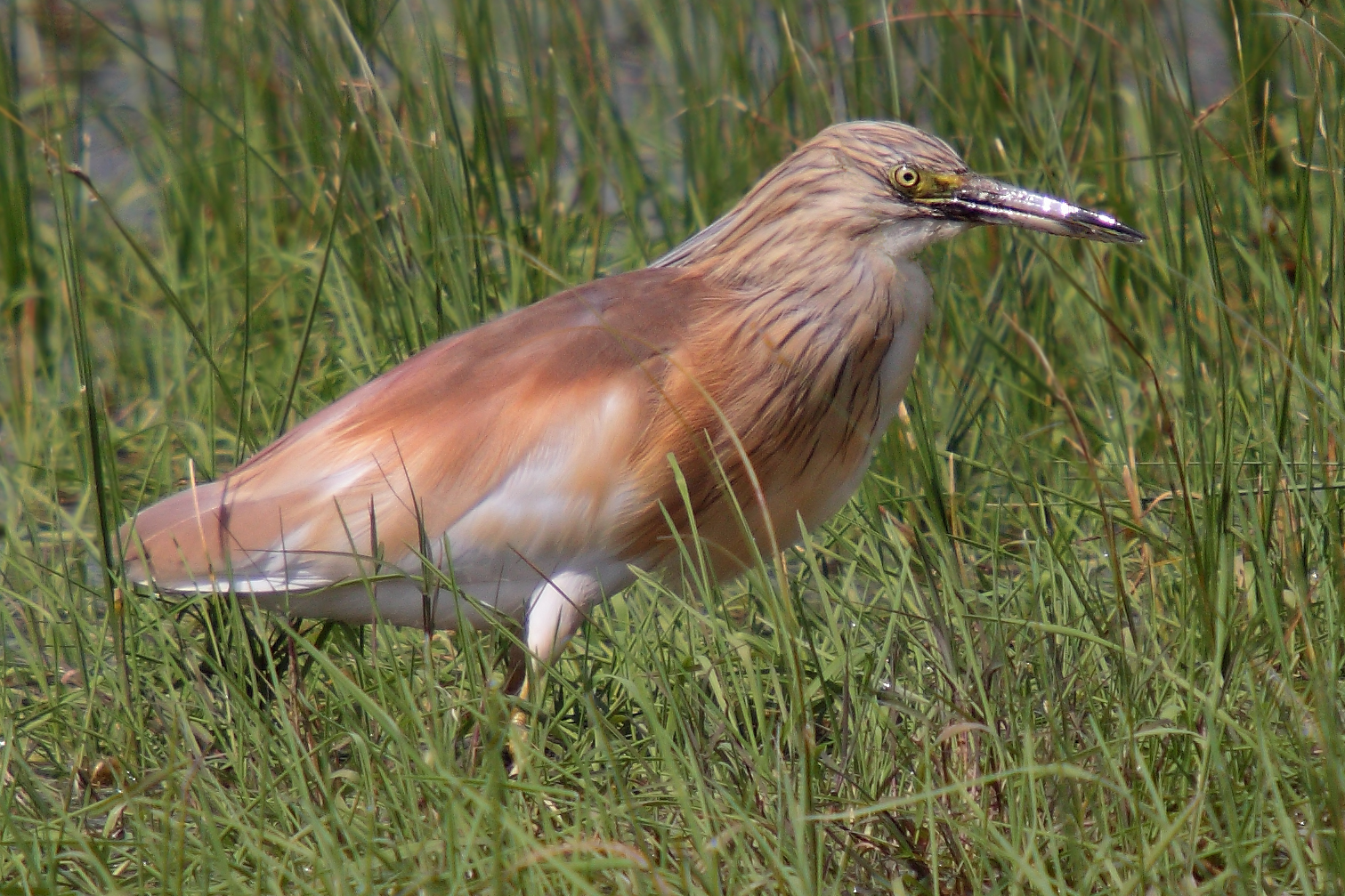
Rallenreiher

Die Ardeinae sind die artenreichste Unterfamilie in der Familie der Reiher. Sie sind nahezu weltweit verbreitet und fehlen nur in den sehr kalten Regionen der Erde.

## Merkmale des Erscheinungsbildes
Zu der Unterfamilie gehören einige sehr große und langhalsige Arten, die meist den Gattungen Ardea und Egretta zugeordnet sind. Der Goliathreiher, der zur Gattung Ardea gerechnet wird, ist mit einer Körpergröße  von 135 bis 150 Zentimetern der größte rezente Reiher der Welt. Andere Arten bleiben deutlich kleiner haben einen deutlich kräftigeren und kurzhalsigeren Körperbau. Dazu zählen unter anderem die Gattung der Schopfreiher und Gorsachius. Zu den typischen Vertretern dieser kurzhalsigen Arten zählt etwa der Mangrovereiher, der nur eine Körpergröße von 40 bis 60 Zentimeter erreicht. Die Gefiederfärbung ist sehr variabel und reicht von Weiß über Grau- bis zu Brauntönen.

## Lebensraum
Der Lebensraum der Ardeinae-Arten sind überwiegend Feuchtgebiete. Man findet sie vor allem an flachen Seen und in Sümpfen, aber auch an Flüssen, Mangroven und sogar an Meeresküsten. Der Graureiher, der in Mitteleuropa zu den bekanntesten Vertretern der Unterfamilie zählt, ist ein Lebensraumgeneralist. Er benötigt lediglich eine Nähe zu Gewässern mit Flachwasserzonen, verhältnismäßig große Beute und vier bis fünf Monate, in denen die Gewässer nicht zufrieren. Einige Arten sind deutlich weniger abhängig von einer Nähe zu Gewässern.  Der ostasiatische Wellenreiher kommt zwar auch an Gewässerrändern vor. Sein präferierter Lebensraum sind jedoch subtropische Regenwälder, wo er am Waldboden Frösche und Erdwürmer jagt. Das bekannteste Beispiel für eine nicht an Gewässer gebundene Reiherart ist der Kuhreiher, der in Grasland und Savanne lebt und keine nennenswerte Bindung ans Wasser hat.

## Lebensweise und Bestand
Die Nahrung der Ardeinae-Arten besteht überwiegend aus Fischen, Fröschen und anderen kleinen Tieren, die in ihrer Lebensweise ans Wasser gebunden sind. Die meisten Arten brüten in Kolonien und errichten ihre Nester in Bäumen. Die nördlichen Arten wie etwa der Graureiher, der Kanadareiher und der Purpurreiher migrieren im Winter nach Süden. Beim Graureiher und beim Kanadareiher erfolgt diese Wanderungsbewegung allerdings nur in den Gebieten, in denen das Wasser gefriert.
Die Bestandsentwicklung der einzelnen Arten ist sehr unterschiedlich. Die Bestände des Graureihers haben insgesamt zugenommen und er wird teilweise sogar bejagt. Die Arten der Gattung Gorsachius gehören zu den am wenigsten erforschten  Reiherarten. Der Hainanreiher gilt zudem als die seltenste Reiherart weltweit. Auch der Rotscheitelreiher wird von der IUCN als stark gefährdet (endangered) eingeordnet.

## Systematik
Im 20. Jahrhundert wurde es zunächst üblich, die Familie in die Unterfamilien der Echten Reiher (Ardeinae) und der Dommeln (Botaurinae) zu gliedern. Payne und Risley unterschieden 1976 hingegen vier Linien: die großen Tagreiher (Ardeinae), die kleinen Nachtreiher (Nycticoracinae), die Tigerreiher (Tigrisomatinae) und die Dommeln (Botaurinae) – ein System, das oft zitiert und übernommen wurde.
Hingegen fassen Kushlan & Hancock 2005 die Tag- und Nachtreiher wieder in die gemeinsame Unterfamilie Ardeinae zusammen. Wie Hruska und Mitarbeiter 2023 zeigten gehört auch der ursprünglich in die Unterfamilie der Tigerreiher (Tigrisomatinae) gestellte Bindenreiher (Zonerodius heliosylus) zu den Ardeinae. Die in dieser Unterfamilie postulierten drei Tribus sind jedoch keine monophyletischen Kladen.
- Gattung Ardea
  - Graureiher, Ardea cinerea
  - Kanadareiher, Ardea herodias
  - Cocoireiher, Ardea cocoi
  - Weißhalsreiher, Ardea pacifica
  - Silberreiher, Ardea alba

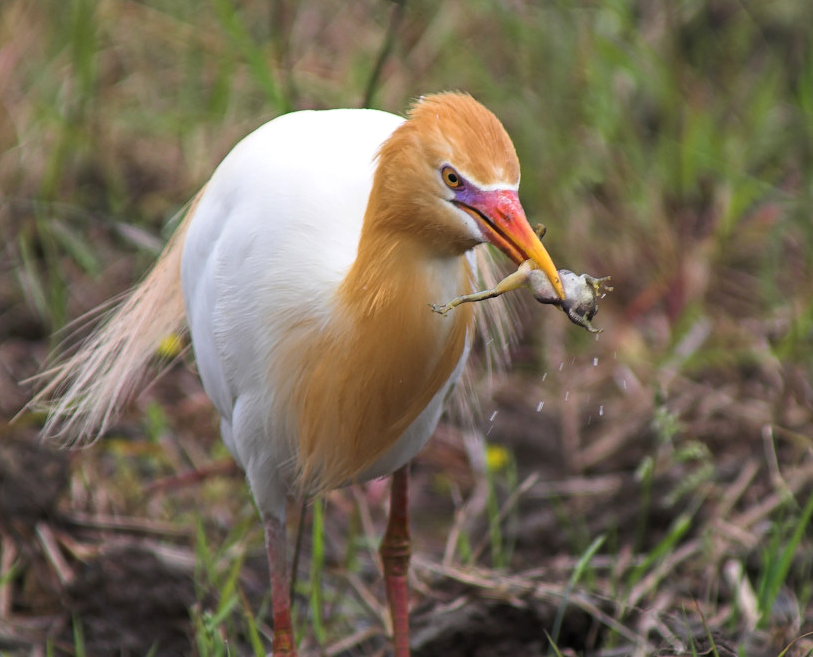
Östlicher Kuhreiher (Bubulcus coromandus) mit erbeutetem Laubfrosch

  - Asienmittelreiher, Ardea intermedia
  - Afrikamittelreiher, Ardea brachyrhyncha
  - Pazifikmittelreiher, Ardea plumifera
  - Schwarzhalsreiher, Ardea melanocephala
  - Madagaskarreiher, Ardea humbloti
  - Kaiserreiher, Ardea insignis
  - Rußreiher, Ardea sumatrana
  - Goliathreiher, Ardea goliath
  - Purpurreiher, Ardea purpurea
  - Kuhreiher, Ardea ibis
  - Koromandelkuhreiher, Ardea coromanda
- Gattung Schopfreiher, Ardeola
  - Rallenreiher, Ardeola ralloides
  - Paddyreiher, Ardeola grayii
  - Bacchusreiher, Ardeola bacchus
  - Prachtreiher, Ardeola speciosa
  - Dickschnabelreiher, Ardeola idae
  - Rotbauchreiher, Ardeola rufiventris
- Gattung Butorides
  - Butorides atricapilla
  - Grünreiher, Butorides virescens
  - Mangrovereiher, Butorides striatus
  - Lavareiher, Butorides sundevalli
- Gattung Egretta
  - Rötelreiher, Egretta rufescens
  - Elsterreiher, Egretta picata
  - Braunkehlreiher, Egretta vinaceigula
  - Glockenreiher, Egretta ardesiaca
  - Dreifarbenreiher, Egretta tricolor Dreifarbenreiher (Egretta tricolor)

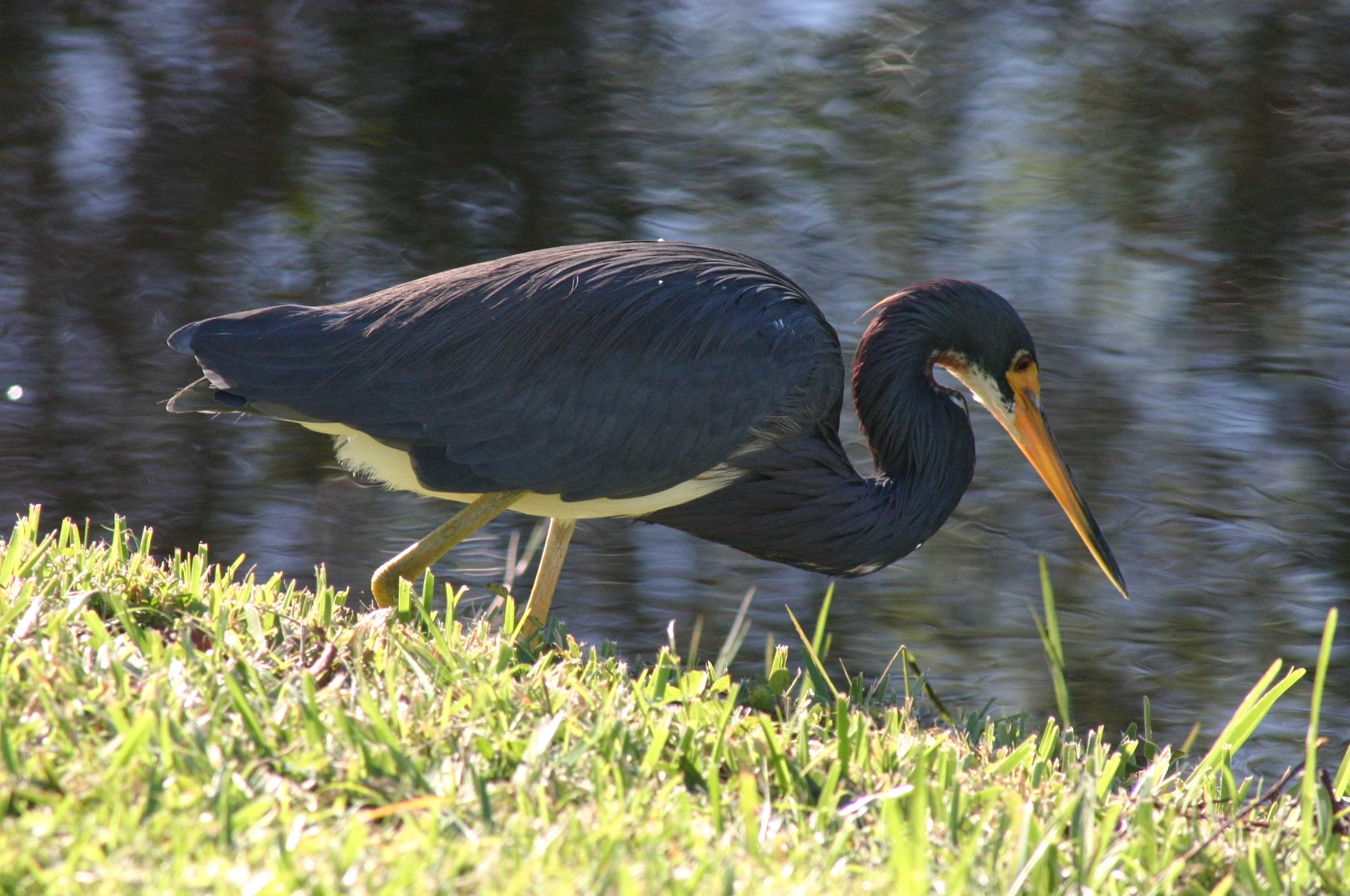
Dreifarbenreiher (Egretta tricolor)

  - Weißwangenreiher, Egretta novaehollandiae
  - Blaureiher, Egretta caerulea
  - Schmuckreiher, Egretta thula
  - Seidenreiher, Egretta garzetta
  - Schneereiher, Egretta eulophotes
  - Riffreiher, Egretta sacra
- Gattung Gorsachius
  - Hainanreiher, Gorsachius magnificus
  - Rotscheitelreiher, Gorsachius goisagi
  - Wellenreiher, Gorsachius melanolophus
- Gattung Nyctanassa
  - Krabbenreiher, Nyctanassa violacea
- Gattung Nycticorax
  - Nachtreiher, Nycticorax nycticorax
  - Rotrückenreiher, Nycticorax caledonicus
  - Weißrückenreiher, Nycticorax leuconotus
- Gattung Pilherodius
  - Kappenreiher, Pilherodius pileatus
- Gattung Syrigma
  - Pfeifreiher, Syrigma sibilatrix
- Gattung Zonerodius
  - Bindenreiher, Zonerodius heliosylus